# Руди Джулиани
Рудолф "Руди" Уилям Луис Джулиани (на английски: Rudolph William Louis „Rudy“ Giuliani) е американски прокурор, бизнесмен и политик от щата Ню Йорк. Заема длъжността кмет на град Ню Йорк от 1994 до 2001 г.

## Биография
Руди Джулиани е роден на 28 май 1944 г. в Бруклин, Ню Йорк. Учи в Манхатънския колеж, намиращ се в Ривърдейл, в района на Бронкс, с първа специалност политология и втора – философия. Пред него стои възможността да стане свещеник, тъй като е изучавал четири години също и теология. През втората си година в колежа е избран за председател на випуска си, но не получава преизбиране през следващата година. Членува в братството Фай Роу Пай (Фи Ро Пи), и активно се занимава с наставляването му. През 1965 година завършва Манхатънския колеж. Отказва се от свещеничеството и вместо това се записва да учи право в Нюйоркския университет в Манхатън, където завършва с отличие (cum laude) през 1968 година. До 1970 година е на стаж при Лойд Макмеън, съдия в Южния район на Ню Йорк.
През 1970-те години Джулиани е демократ и независим, но през 1980-те години става член на Републиканската партия. Става прокурор и завежда голям брой дела, включително срещу организираната престъпност и финансисти от Уол Стрийт.
Джулиани служи 2 мандата като кмет на Ню Йорк, за което време му се приписват подобрения в качеството на живот в града и намаление на престъпността. Става известен с това, че за първи път на практика прилага теорията на счупените прозорци за нулева търпимост към дребните нарушения на обществения ред, като по този начин се намаляват общо броя и на тежките престъпления в града. През 2000 г. се кандидатира за сенатор в Сената на САЩ, но се оттегля, след като получава диагноза рак на простатата, както и след разкрития за личния му живот.

Джулиани става международно известен по време на и след атентатите от 11 септември 2001 г. Списание Тайм го обявява за „Личност на годината“ през 2001 г., a през 2002 г. кралица Елизабет II го удостоява с почетно рицарско звание. Във връзка със събитията от 11 септември Джулиани е критикуван за това, че е разположил Офиса за извънредни ситуации в сградата Световен търговски център 7, въпреки че е в непосредствена близост до Кулите близнаци, където през 1993 г. е взривена бомба. Офисът е евакуиран след нападенията на 11 септември и не може да координира действията на службите в отговор на атаките. Той също понася критики заради проблеми с радиостанциите на пожарникарите, както и заради неефективната реакция спрямо замърсяването с азбест и други токсични вещества, вследствие на унищожението на Кулите близнаци. 
След като напуска кметския пост Джулиани основава фирма за консултации в областта на сигурността, Giuliani Partners, придобива фирма за инвестиционно банкиране и се присъединява към правната кантора Bracewell & Giuliani (променила името си след като той става партньор).
Джулиани се кандидатира за президентската номинация на Републиканската партия през 2008 г., основавайки кампанията си в голяма степен на образа, който си е изградил на 11 септември 2001 г. През по-голямата част 2007 г. той е начело на проучванията, но в самите първични избори търпи загуби и на 30 януари 2008 г. се оттегля и обявява подкрепата си за Джон МакКейн.
Джулиани се е женил за Реджина Перуджи (1968 г.), Дона Хановър (1984 г.) и Джудит Нейтън (2003 г.) (настоящата му съпруга). Той има син Андрю (р. 1986 г.) и дъщеря Карълайн (р. 1989 г.) от втория си брак и доведена дъщеря, Уитни, от третия си брак. Джулиани е от италианско потекло и е римокатолик.